# Hans Siewert (Heimatforscher)
Hans Siewert (* 16. Dezember 1932 in Osterholz-Scharmbeck; † 9. August 2019 ebenda) war ein deutscher Heimatforscher und Autor. Er war Zeitzeuge der Nachkriegszeit 1945–1949 in seinem Geburtsort und befasste sich außerdem mit der Geschichte des Ortes und der umgebenden Teufelsmoorregion sowie der ehemaligen Lastschifffahrt auf Hamme und Wümme.

## Leben
Hans Siewert, Sohn von Walter Siewert (1902–1975) und seiner Ehefrau Anna Siewert, geb. Schmonsees (1902–1974), wuchs in seinem Geburtsort Osterholz-Scharmbeck auf. Sein Großvater, Urgroßvater und Ur-Urgroßvater mütterlicherseits waren alteingesessene Bockschiffer. Als Kind bzw. Jugendlicher erlebte er in seinem Geburtsort die Zeit des Zweiten Weltkrieges und nach Kriegsende die Besatzungszeit von 1945–1949. Der Landkreis Osterholz gehörte mitsamt der Kreisstadt Osterholz-Scharmbeck zur britischen Besatzungszone und es gab zahlreiche Einquartierungen von Besatzungssoldaten in Privathäusern; so auch im Wohnhaus von Siewerts Großmutter im Ortsteil Scharmbeck, wo Siewert sich zusammen mit seinen Brüdern oft aufhielt und außer „Ham and Eggs“ und „Navy Cut“ (englische Zigaretten) auch viele britische Soldaten kennenlernte. Von Ende Mai bis Dezember 1945 war die Weserregion von Bremerhaven bis Bremen als „Enklave Bremen“ Teil der amerikanischen Besatzungszone; die Briten wurden für diesen Zeitraum von US-amerikanischen Besatzungskräften abgelöst, für die der damals zwölfjährige Siewert als „Houseboy“ Hilfsarbeiten verrichtete. Da der größte Teil der Lehrerschaft „aus politischen Gründen vom Schuldienst suspendiert“ worden war, habe es damals lange keinen Schulunterricht gegeben, so Siewert in seinen Erinnerungen, die er später mehrmals öffentlich machte.

Die frühere Torfschifffahrt in der Teufelsmoorregion gehört zu den von Hans Siewert behandelten Themen (hier ein Torfkahn auf der Hamme um 1900)

Nach seiner Berufsausbildung und einer dreijährigen Fahrenszeit auf Motorschiffen verließ Siewert 1962 seinen Geburtsort und ging ins Rheinland, wo er unter anderem in einer Werbeagentur in Düsseldorf tätig wurde. Er hielt jedoch weiterhin enge Verbindung zu seiner Heimatregion und befasste sich mit deren Historie sowie mit der Landschaftsgeschichte des umgebenden Teufelsmoores und den Besonderheiten der früheren Flussschifffahrt mit flachbodigen Schiffen und Frachtkähnen. Seit der Moorkolonisation der Teufelsmoorregion im 18. Jahrhundert dienten auf Hamme und Wümme bis ins 20. Jahrhundert hinein Bockschiffe, Lastkähne und Torfkähne vor allem für den Transport von Torf, der damals ein wichtiges Heizmaterial war. Siewert sammelte zu all diesen Themen zahlreiche historische Fotografien und Ansichtspostkarten, die er teils als Auswahl zusammenstellte, durch sachkundige Textbeiträge ergänzte und dann veröffentlichte.
Mitte der 1970er-Jahre entwarf Siewert einen Modellbauplan für einen 1/2-Hunt-Torfkahn im Maßstab 1:20, den er zusammen mit einer von ihm verfassten Kleinen Geschichte der Torfschiffahrt im Jahr 1976 dem Landkreis Osterholz bzw. dem Heimatmuseum Osterholz zur Verfügung stellte. Die Unterlagen wurden fortan vom Museum an Interessierte abgegeben. Seit den 1980er-Jahren veröffentlichte er mehrere Bücher zur Historie seines Geburtsorts und schrieb zahlreiche Beiträge für regionale Zeitungen und Zeitschriften, wie für das Osterholzer Kreisblatt oder den Heimat-Rundblick. Darüber hinaus präsentierte er in seinem Geburtsort die von ihm gesammelten, ausgewählten und kommentierten historischen Aufnahmen und Ansichtskarten in mehreren eigenen Ausstellungen oder beteiligte sich an historischen Foto-Ausstellungen. Zudem hielt er einige Lichtbildvorträge über seine historischen Themen, wie zum Beispiel 1993 bei einer öffentlichen Veranstaltung des Heimatvereins Osterholz-Scharmbeck im örtlichen Kulturzentrum Gut Sandbeck anlässlich des 950-jährigen Jubiläums des Stadtteils Scharmbeck.
In seinem Buch Hammefahrt, das 2010 im Lilienthaler Verlag M. Simmering herauskam, beschreibt Siewert die Geschichte der Torfkähne und ihre Bedeutung für die Teufelsmoor-Region sowie die landschaftliche Entwicklung der Hamme im Bereich zwischen Tietjens Hütte und Neu-Helgoland.
Hans Siewert war verheiratet und lebte mit seiner Frau im rheinländischen Willich. Das Paar bekam zwei Kinder.

## Veröffentlichungen
als Autor
- Hammefahrt. Hintergründige Betrachtungen sowie interessante Erlebnisse auf einer Torfschiffahrt vom Osterholzer Hafen über „Tietjens Hütte“ nach „Neu-Helgoland“. Verlag M. Simmering, Lilienthal 2010.
- Bilder einer vergangenen Zeit. Gesammelt von Hans Siewert. Verlag H. Saade, Osterholz-Scharmbeck 1989, ISBN 3-922642-24-1.
- Scharmbecker Kram- und Viehmärkte. Geschichte und Geschichten. Verlag H. Saade, Osterholz-Scharmbeck 1986.
- Rund um den Scharmbecker Marktplatz – damals. Verlag H. Saade, Osterholz-Scharmbeck 1983.
- Kleine Geschichte der Torfschiffahrt. Mit: „Bauplan Torfboot, Maßstab 1:20, 1/2 Hunt“. Willich 1974 (erstellt für: Heimatmuseum Osterholz in Osterholz-Scharmbeck).

als Co-Autor
- Sigrid Hofmann (Hrsg.); Werner Konowalczyk (Fotos): Osterholz-Scharmbeck in den fünfziger Jahren. Ein Bildmosaik der Stadt.  Verlag Neegenbargs-Heide, Schwanewede 2004, ISBN 3-936984-01-8 (Bildband mit teils historischen Fotos; mit einer Einleitung von Hans Siewert).
- Manfred Kück (Text); Rolf Metzing (Fotos): Osterholz-Scharmbeck. Ansichten einer Stadt. Verlag H. Saade, Osterholz-Scharmbeck 1997, ISBN 3-922642-35-7 (mit Beiträgen von Hans Siewert u. a.).
- Michael Wilke, Nicole Koch: 1945: Kriegsende und Neubeginn. Eine Serie im Osterholzer Kreisblatt. Verlag H. Saade, Osterholz-Scharmbeck 1996 (mit Beiträgen von Hans Siewert u. a.).

## Historische Foto-Ausstellungen
- 1982: Rund um den Scharmbecker Mark – in Osterholz-Scharmbeck
- 1985: Bahnhofstraße Osterholz-Scharmbeck – in Osterholz-Scharmbeck, Volksbank
- 1989: Heidkamp, Hafen, Hamme – in Osterholz-Scharmbeck, Volksbank
- 1995: Unsere Kirche und das alte Osterholz – in Osterholz-Scharmbeck, Klosterkirche St. Marien (mit Beiträgen von Hans-Jörg Schulze-Herringen, Volker Müller, Karl-Heinz Schröder und Hans Siewert)
- 2004: 75 Jahre Heimatverein Osterholz-Scharmbeck – in Osterholz-Scharmbeck, Rathausfoyer (mit Beiträgen des Heimatvereins sowie von Volker Müller und Hans Siewert)